# Franco Saravia
Franco Manuel Saravia Rojas (San Miguel, Lima, 2 de junio de 1999) es un futbolista peruano. Juega como Arquero y su actual equipo es el Los Chankas CYC de la Liga 1 de Perú.

## Trayectoria
Se formó en el Centro Peruano de Entrenamiento para Arqueros (CPEA) con el preparador de arqueros Carlos Ramírez. En 2014, con 14 años, jugó por el Alianza Maranga en la liga distrital de San Miguel, una de las primeras etapas de la Copa Perú. Con dicho equipo, jugando de titular a temprana edad, salió campeón distrital. Ello le valió participar del Interligas de Lima, donde su equipo enfrentó al Pacífico F. C.
En 2017 fue fichado por Alianza Lima y formó parte del equipo de reserva. En las temporadas 2018, 2019 y 2020, fue el cuarto arquero del plantel principal. A mediados de 2020, fue cedido a préstamo a Unión Huaral, equipo en el cual fue capitán y donde hizo su debut de manera profesional. En la temporada 2021 regresó a Alianza, coronándose campeón de Liga 1 como tercer arquero del equipo.
Tuvo su debut oficial en Primera División el 30 de mayo de 2022 frente a Cienciano. El partido terminó 1-0 a favor de los blanquiazules con un tanto agónico de Cristian Benavente. Franco cumplió una decente actuación ya que tuvo un par de atajadas en un primer tiempo muy flojo del equipo victoriano. Lamentablemente, el siguiente partido se perdió 2-0 ante Sport Huancayo en las alturas, pero Franco no tuvo responsabilidad en ninguno de los goles. En la última fecha del Torneo Apertura, Ángelo Campos sufrió un desgarro en la pierna izquierda, haciendo que Franco juegue por 2 partidos, el último del apertura y el primero del Clausura, respectivamente ante ADT y el Atlético Grau de Piura. El primer partido quedó en empate 1-1 y el segundo quedó 1-2 a favor de los victorianos. Franco tuvo una gran actuación en el encuentro, a pesar de que el gol de Grau había sido error suyo en un rebote bastante absurdo. Franco tuvo que jugar unos partidos más debido a que la lesión de Campos había sido algo grave y tenía que esperar unas 3 semanas más. Jugó en las victorias ante Sport Boys por 3-1, Carlos Mannucci por 0-1 y Alianza Atlético por 1-0, cumpliendo muy buenas actuaciones en todos esos partidos. Pero si hay un partido que Franco no olvidará fue ante Sporting Cristal. El partido quedó 0-0, pero Franco fue el hombre del partido por lejos. Salvó muchos remates, incluso realizando una triple atajada a jugadores de Sporting Cristal, Irven Ávila, Nilson Loyola y al mismísimo Yoshimar Yotún respectivamente. Tiene contrato con Alianza hasta fines de 2023.

## Estadísticas

### Clubes
Actualizado al último partido disputado el 4 de febrero de 2024.
| Club                | Div.          | Temporada     | Liga  | Liga  | Copas nacionales | Copas nacionales | Copas internacionales | Copas internacionales | Total | Total |   |
| Club                | Div.          | Temporada     | Part. | Goles | Part.            | Goles            | Part.                 | Goles                 | Part. | Goles |   |
| ------------------- | ------------- | ------------- | ----- | ----- | ---------------- | ---------------- | --------------------- | --------------------- | ----- | ----- | - |
| Alianza Lima · Perú | 1.ª           | 2019          | 0     | 0     | —                | —                | —                     | —                     | 0     | 0     |   |
| Unión Huaral · Perú | 2.ª           | 2020          | 9     | 0     | —                | —                | —                     | —                     | 9     | 0     |   |
| Unión Huaral · Perú | Total club    | Total club    | 9     | 0     | 0                | 0                | 0                     | 0                     | 9     | 0     |   |
| Alianza Lima · Perú | 1.ª           | 2021          | 0     | 0     | —                | —                | —                     | —                     | 0     | 0     |   |
| Alianza Lima · Perú | 1.ª           | 2022          | 10    | 0     | —                | —                | —                     | —                     | 10    | 0     |   |
| Alianza Lima · Perú | 1.ª           | 2023          | 11    | 0     | —                | —                | 1                     | 0                     | 12    | 0     |   |
| Alianza Lima · Perú | 1.ª           | 2024          | 9     | 0     | —                | —                | 2                     | 0                     | 11    | 0     |   |
| Alianza Lima · Perú | Total club    | Total club    | 30    | 0     | 0                | 0                | 3                     | 0                     | 33    | 0     | 0 |
| Los Chankas         | 1.ª           | 2025          | 0     | 0     | 0                |                  |                       |                       | 0     | 0     |   |
| Los Chankas         | Total club    | Total club    | 0     | 0     | 0                |                  |                       | 0                     | 0     | 0     |   |
| Total carrera       | Total carrera | Total carrera | 39    | 0     | 0                | 0                | 3                     | 0                     | 42    | 0     |   |

## Palmarés

### Torneos cortos
| Título          | Club         | País | Año  |
| --------------- | ------------ | ---- | ---- |
| Torneo Clausura | Alianza Lima | Perú | 2021 |
| Torneo Clausura | Alianza Lima | Perú | 2022 |
| Torneo Apertura | Alianza Lima | Perú | 2023 |

### Torneos nacionales
| Título                    | Club         | País | Año  |
| ------------------------- | ------------ | ---- | ---- |
| Primera División del Perú | Alianza Lima | Perú | 2021 |
| Primera División del Perú | Alianza Lima | Perú | 2022 |